# هورتون (کانزاس)
هورتون (به انگلیسی: Horton) شهری در ایالت کانزاس کشور ایالات متحده آمریکا است که جمعیت آن در سرشماری سال ۲۰۱۰ میلادی، ۱٬۷۷۶ نفر بوده‌است.